# Christian LeBlanc
Christian Jules LeBlanc (Nova Orleães, 25 de agosto de 1958) é um ator estadunidense, mais conhecido por seu papel como Michael Baldwin em The Young and the Restless.